# ويليام غوردون كلاكستون
ويليام غوردون كلاكستون هو صحفي كندي، ولد في 1 يونيو 1899 في Gladstone, Manitoba ‏ في كندا، وتوفي في 28 سبتمبر 1967 في تورونتو في كندا.